# ジャン・デスポー
ジャン・デポー(Jean Despeaux、1915年10月22日 - 1989年5月25日)は、フランスのボクシング選手で、1936年ベルリンオリンピックに出場した。

1936年、ベルリンオリンピックにおけるボクシング競技のミドル級決勝でノルウェーのヘンリー・ティラーを破り、金メダルを獲得した。